# Har någon sett Dolly?
Har någon sett Dolly? (originaltitel: The Marriage Chest) är en roman från 1965 skriven av Dorothy Eden. Den svenska översättningen är gjord av Saga Gripenberg.